# Erica richardii
Erica richardii är en ljungväxtart som beskrevs av Edward George Hudson Oliver. Erica richardii ingår i släktet klockljungssläktet, och familjen ljungväxter. Inga underarter finns listade i Catalogue of Life.